# Podogryllus estesi
Podogryllus estesi är en insektsart som beskrevs av Otte, D. 1983. Podogryllus estesi ingår i släktet Podogryllus och familjen syrsor. Inga underarter finns listade i Catalogue of Life.